# تپه قزانچی ۱
تپه قزانچی ۱ مربوط به عصر مس و سنگ - دوره سلجوقیان است و در شهرستان کرمانشاه، بخش مرکزی، دهستان میان دربند، ۸۰۰ متری شمال غرب روستای فزانچی واقع شده و این اثر در تاریخ ۲۵ آبان ۱۳۸۷ با شمارهٔ ثبت ۲۳۸۴۶ به‌عنوان یکی از آثار ملی ایران به ثبت رسیده‌است.
محوطۀ باستانی قزانچی حدود ۹ هزار سال قدمت دارد و آثاری از  دوران نوسنگی تا هزارۀ سوم پیش از میلاد در آن شناسایی و کشف شده‌ است.

## عرصه و حریم
محدوده‌ عرصه و حریم تپۀ قزانچی در ۱۵ دی ۱۴۰۳ طی نشست شورای حریم وزارت میراث فرهنگی مورد تصویب قرار گرفت.